# Мартиненко Орина Данилівна
Оришка Данилівна Мартиненко (28 квітня 1904 році, село Вишняки, Хорольський район, Полтавська область - 19 червня 1995, село Вишняки, Хорольський район, Полтавська область) - перша жінка в Україні - голова виконкому сільської ради.

## Біографія
Мартиненко Оришка Данилівна народилася в 1904 році в сім`ї селянина-бідняка. Вчилася в церковно-приходській школі. Рано відчула, що значить шматок хліба, як і батькам їй доводилось тяжко працювати. У 1914 році батька забрали на першу світову війну, мати з пятьома дітьми залишилась без годувальника.  Доводилось іти  заробляти шматок хліба самостійно, щоб  не вмерти з голоду. А потім з фронту прийшла звістка, що батько загинув у бою. Але виявилось, що він важко поранений потрапив у полон. Коли закінчилась війна повернувся у Вишняки та незабаром помер.  Після української революції 1917 року життя сім`ї покращуеться.  Робітниця Хорольського млина Марина Іванівна Лукянець, яка на той час працювала організатором роботи серед жінок, взяла шефство над багатодітною осиротілою сімє′ю Мартиненків. Через батрацьку спілку «Робземліс» вона влаштувала Орину прибиральницею у місцеву школу, почала залучати її до громадської роботи.

## Громадська діяльність
У 1925 році дівчина активно працювала з молоддю. Минали роки, зростав її авторитет серед селян. Коли восени 1928 року проходили перевибори Вишняківської сільської ради, Орину, як кращу активістку і віддану справі громади людину, обрали членом сільської ради. А як обговорювали кандидатуру на голову сільськвиконкому, то від імені жінок-трудівниць обрали Мартиненко Орину Данилівну на цю посаду. Вона була однією з перших жінок в області, що мали посаду голови виконкому. Роботи у головихи було дуже багато: і хлібозаготівлі треба проводити, і неписьменність ліквідовувати серед дорослих, дітей залучати до навчання в школах. У Вишняках було організовано два лікнепи.  Жінок, які за сімейними обставинами не могли їх відвідувати, навчали дома та в групах на кутках. Та найважче було організувати супряг по спільному обробітку землі. Біднота одержала земельні наділи, а обробляти їх було нічим – не вистачало тяглової сили. Все це треба було організувати для спільної роботи в полі.
В 1929 році у Вишняках було організоване перше велике колективне господарство «Червоне поле». Голова виконкому сільської ради Мартиненко Орина і її актив доклали до цього багато зусиль. А вже в 1931 році Вишняківська сільська рада взяла участь у конкурсі на кращу сільську раду по республіці і зайняла перше місце. Всеукраїнський староста Г.І.Петровський говорив: «Хай живе Вишняківська сільська рада та її голова Мартиненко Оришка. Побільше б нам таких Оришок, то краще б була поставлена робота на селі».
Коли розпочалася війна, Орина Данилівна, вже як голова робіткому Хорольської  МТС, допомагала евакуювати техніку. Але в дорозі колону тракторів перехопили фашисти. Орину Данилівну відправили на каторжні роботи в Німеччину. Повернулась вона до рідного села лише після закінчення війни. І знову вишняківці обрали її депутатом сільської ради. Орина Данилівна  працювала на відбудові зруйнованого колгоспного господарства і до 1970 року виконувала свій почесний обов'язок народного обранця.